# 부고

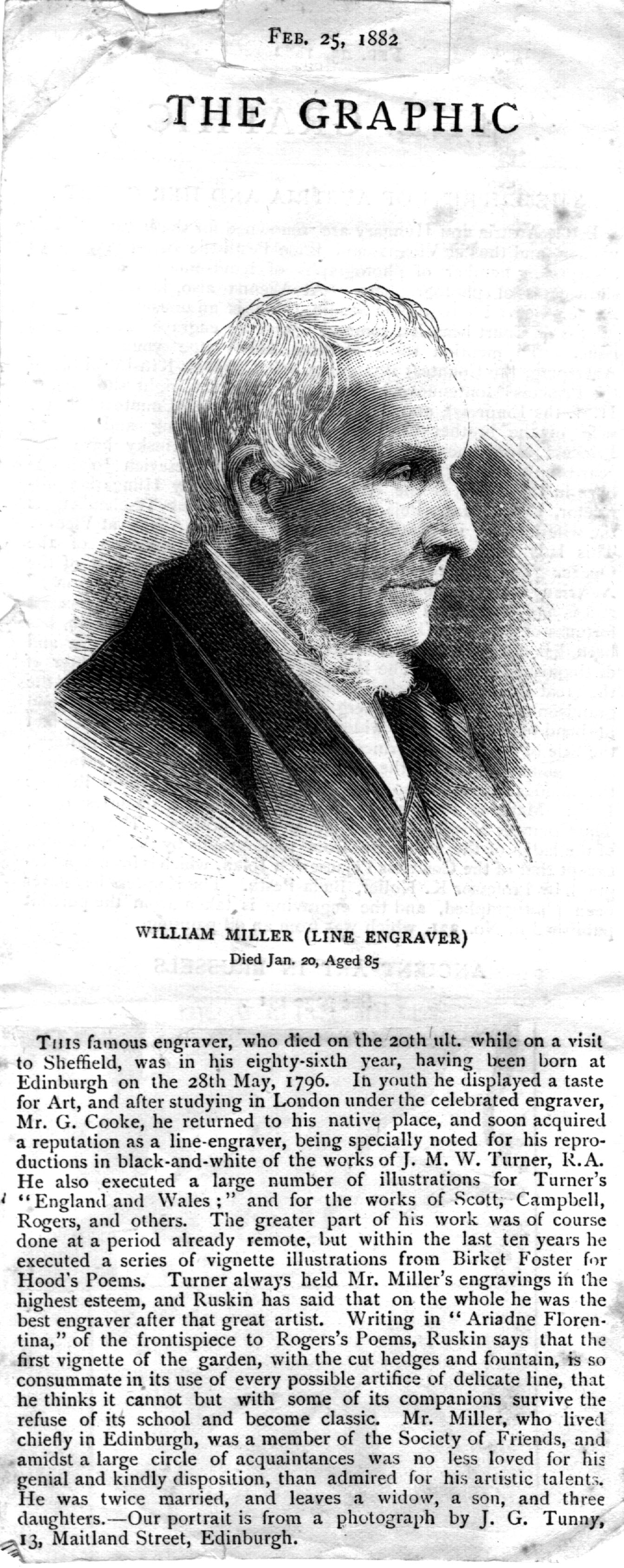

부고(訃告, obituary)란 사람의 죽음을 알리는 글이나 행위를 말한다. 대도시와 대형 신문에서 부고는 중요하게 간주되는 사람들에 대해서만 작성된다. 부고를 알린다는 의미의 통부(通訃)라는 용어도 사용된다.
부고는 피험자의 삶의 긍정적인 측면에 초점을 맞추는 경향이 있지만 항상 그런 것은 아니다. 타임지의 부고 편집자인 나이젤 판데일(Nigel Farndale)에 따르면, "부고는 우울하기보다는 삶을 긍정해야 하지만, 독선적이어야 하며, 독자가 대상이 좋은 삶을 살았는지 나쁜 삶을 살았는지, 그들이 나쁜 삶을 살았는지에 대한 강한 감각을 갖게 해야 한다. 그들의 공무 처리에 있어 옳고 그름에 관한 것이다."라고 이야기했다.
지역 신문에는 사망 시 지역 주민에 대한 부고가 게재될 수 있다. 부검은 특정 조직, 그룹 또는 분야와 관련된 사람들의 사망에 대한 기록 또는 목록으로, 가장 희박한 세부 정보나 작은 부고만 포함할 수 있다. 역사적인 괴생물학은 중요한 정보원이 될 수 있다.
부고와 관련된 유료광고는 두 종류가 있다. 사망 통지로 알려진 하나는 일반적으로 논문의 BMD(출생, 결혼 및 사망) 섹션에 나타나며 대부분의 전기 세부 정보를 생략하고 일부 상황에서는 법적으로 요구되는 공고일 수 있다. 다른 유형인 유료 추모 광고는 대개 장례식장의 도움을 받아 가족이나 친구가 작성한다. 두 가지 유형의 유료 광고는 일반적으로 분류 광고로 실행된다.
이 단어는 전체 프로그램과 고인의 삶을 설명하는 해당 프로그램의 일부에도 적용된다. 이는 예배에 참석하는 사람들에게 주어진다. 뒷면 페이지 제목은 부고나 성찰을 다룰 수 있다.

## 같이 보기
- 죽음
- 인사
- 사람들